# O Mediano
O Mediano (oficialment en castellà, El Mediano) és un mas aragonès del municipi de la Fova, a la comarca del Sobrarb. Actualment, el mas es troba abandonat.

## Geografia
O Mediano se situa a la part meridional de la serra Ferrera. Se situa a prop i entre els vilatges i masos d'a Mula, Moliniás i a Marinyosa.
Totes quatre localitats, a Marinyosa, Moliniás, a Mula i o Mediano, formaven la partida de Fosau Alto, tot compartint ajuntament amb el poble de Fosau (anomenat, per contraposició, Fosau Baixo). Des del segle xix, els vilatges i masos de Fosau es varen anar incorporant al municipi de Toledo d'a Nata, fins que a la dècada del 1960 el municipi va ser absorbit pel nou ajuntament de la Fova.

## Toponímia
Segons Manuel Benito Moliner, el topònim Mediano podria fer referència a la possessió d'algun propietari antic, de llinatge «MEDIO», amb l'afegit del sufix -ano que expressa propietat i que significaria que el nom és de procedència llatina.